# Kröblitz
Kröblitz ist ein Ortsteil der Stadt Neunburg vorm Wald im Landkreis Schwandorf in Bayern.

## Geographie
Kröblitz liegt circa drei Kilometer nordöstlich von Neunburg vorm Wald am Ufer der Schwarzach.
Die Schwarzach erreicht Kröblitz, nachdem sie nördlich des Eixendorfer Sees das enge Muhrntal durchquert hat.
Sie durchbricht hier den Granitriegel, der das tertiäre Becken um Rötz von der Neunburger Talmulde trennt.

## Geschichte
1255 ist Georg der Prackendorfer als Gutsherr von Kröblitz überliefert. Der Name „Chreblitz“ wurde 1346 erwähnt.
Die Entwicklung von Kröblitz war mit einem 1376 erwähnten Hammer auf der westlichen Seite der Schwarzach verbunden.
Vom 16. bis zum 18. Jahrhundert war Kröblitz ein Landsassengut. 1739 wurde an der Stelle des Gutshauses das Barockschloss Kröblitz errichtet. Vor dem Schloss befindet sich ein für die Region typischer, großer Karpfenteich.
Am 23. März 1913 war Kröblitz Teil der Pfarrei Neunburg vorm Wald, bestand aus 26 Häusern und zählte 139 Einwohner,
Am 31. Dezember 1990 hatte Kröblitz 255 Einwohner.

## Kultur und Sehenswürdigkeiten

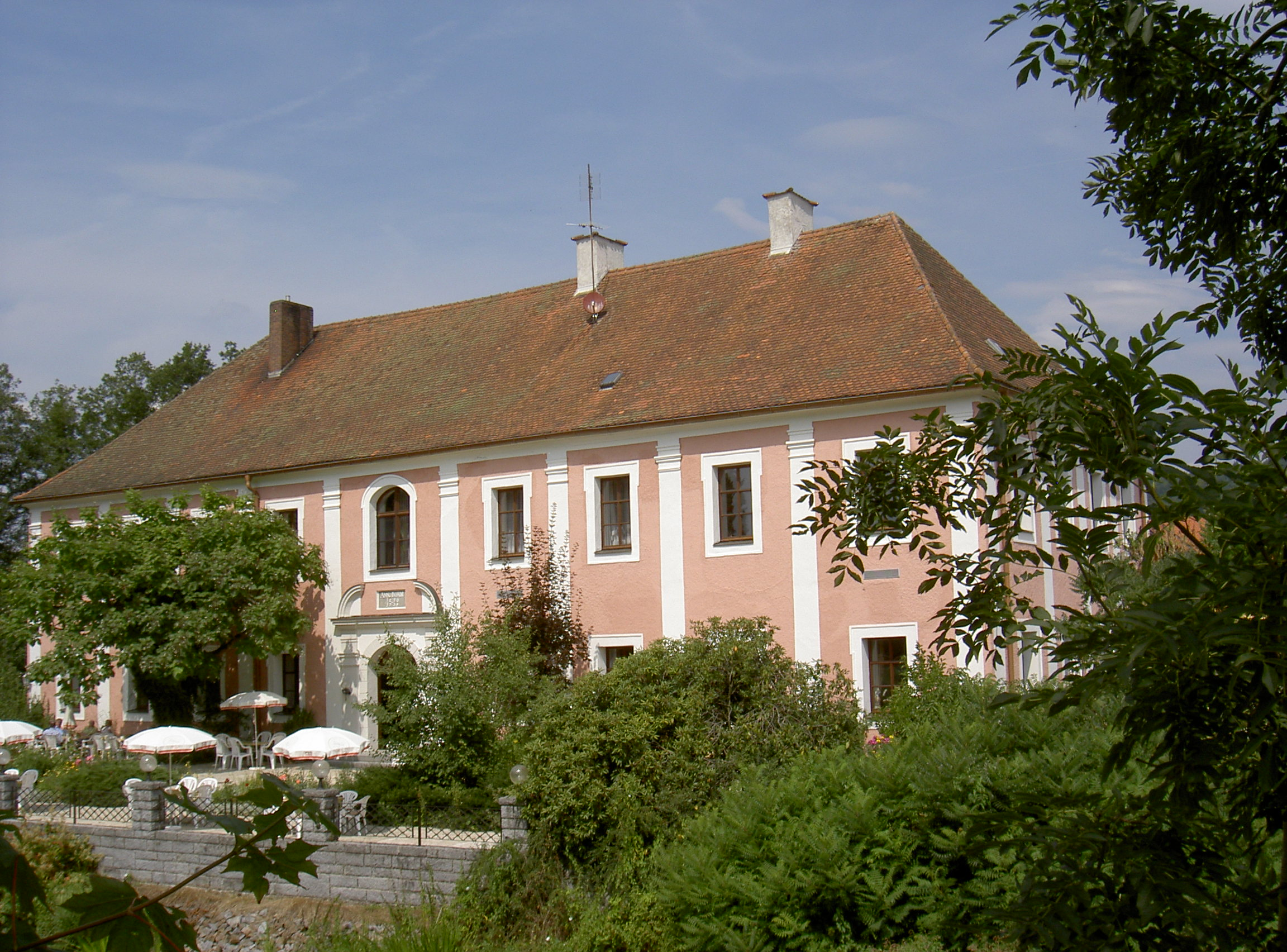
Schloss Kröblitz (2013)

### Schloss Kröblitz
Das am Schwarzachtal-Radweg gelegene Schloss Kröblitz wurde 2017 saniert und beherbergt einen Gasthof mit Biergarten.

### Druidenstein

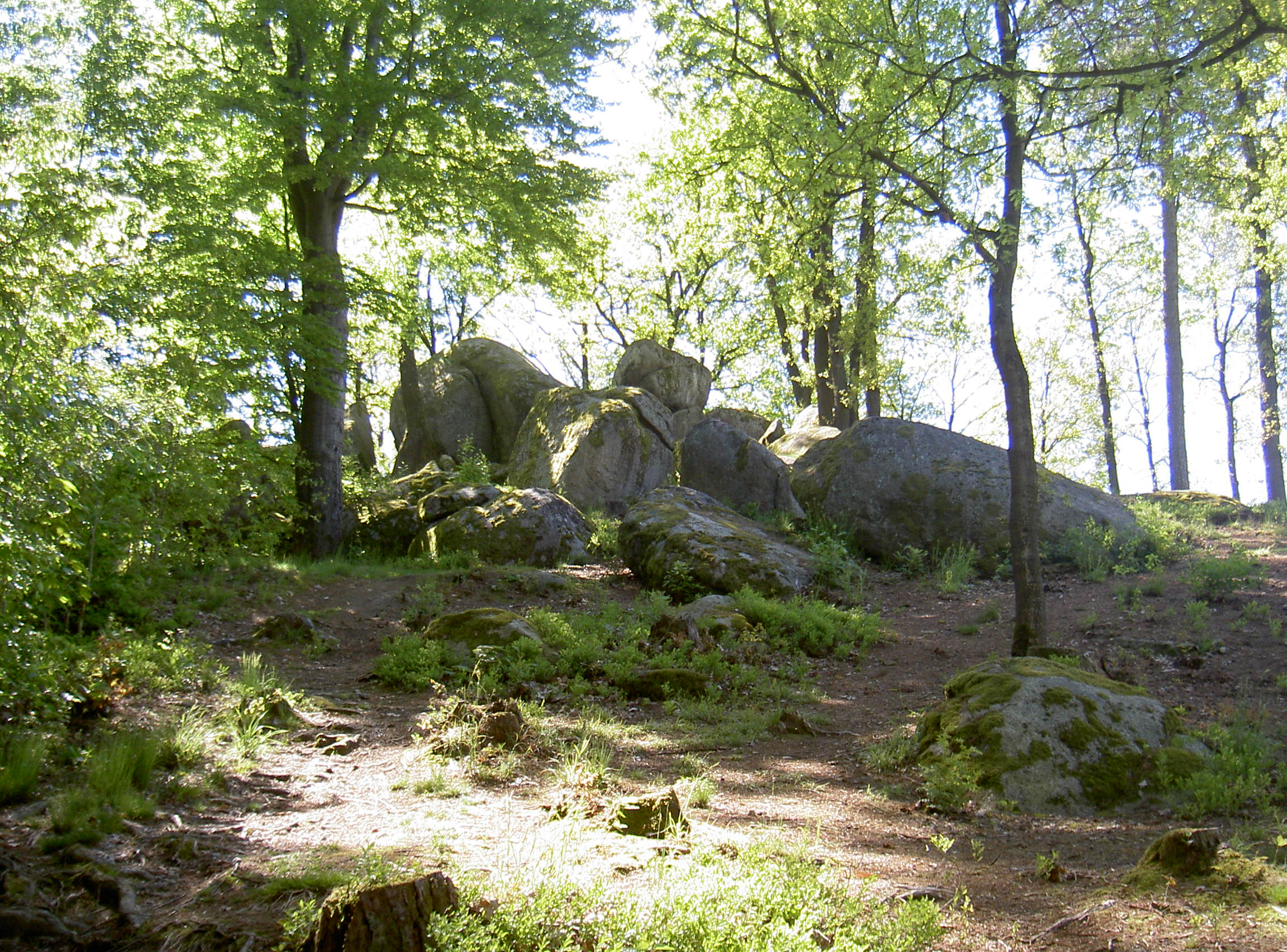
Druidenstein (2017)

Südlich von Kröblitz befindet sich auf einer von einem Hain umgebene Anhöhe das Geotop Druidenstein. Es wird vermutet, dass die monumentalen Granitfelsen mit kreisrunden Vertiefungen und Rinnen eine keltische Opferstätte darstellen.
Siehe auch: Liste der Baudenkmäler in Neunburg vorm Wald, Abschnitt Kröblitz, Liste der Geotope im Landkreis Schwandorf, Abschnitt Druidenstein